# Маша Коланович
Маша Коланович (на хърватски: Maša Kolanović) е хърватска преподавателка, поетеса и писателка, авторка на произведения в жанровете драма и лирика.

## Биография и творчество
Маша Коланович е родена на 19 ноември 1979 г. в Загреб, Югославия. Завършва „Хърватска филология и сравнителна литература“ в Загребския университет. Там получава докторска степен по литературна история и културология.
След дипломирането си получава стипендии и е научен сътрудник във Виенския университет през 2006 г., в Тексаския университет в Остин през 2011 – 2012 г. и в Тринити колидж в Дъблин. После работи като преподавател по съвременна хърватска литература в катедра „Хроматика“ към Факултета по хуманитарни и социални науки на Загребския университет.
Заедно с работата си публикува редица статии за литературата и популярната култура. Първата ѝ книга, стихосбирката „Pijavice za usamljene“ (Пиявици за самотните), е издадена през 2001 г. Дебютният ѝ роман „Sloboština Barbie“ (Подземната Барби) е издаден през 2008 г. Номиниран е няколко литературни награди.
През 2019 г. е издаден сборникът ѝ с разкази „Poštovani kukci i druge jezive priče“ (Скъпи насекоми и други страховити истории). Съдържа 12 истории с разнообразни теми, в които абсурдността на съществуването се свързва с безмилостния капитализъм, в който главните герои се опитват да запазят достойнството си, като се разпадат като буболечки и понякога буквално се „разрушават“. През 2020 г. книгата получава наградата за литература на Европейския съюз.
Редактор е на книгата „Comparative Postsocialism: Slavic Experiences“ от 2013 г.
Маша Коланович живее със семейството си в Загреб.

## Произведения
- Pijavice za usamljene (2001) – поезия
- Sloboština Barbie (2008) – роман
- Udarnik! Buntovnik? Potrošač... : Popular Culture and Croatian Novel from Socialism to Transition (2011) – научна монография, дисертация за докторска степен
- Jamerika: trip (2013) – поема
- Poštovani kukci i druge jezive priče (2019) – сборник разкази, награда за литература на Европейския съюз